# Ivan Ćurković
Ivan Ćurković, szerbül: Иван Ћурковић (Mostar, 1944. március 15. –) jugoszláv válogatott szerb labdarúgó, kapus, edző. A Szerb Olimpiai Bizottság elnöke (2005–2009).

## Pályafutása

### Klubcsapatban
1960 és 1964 között a Velež Mostar, 1964 és 1972 között a Partizan, 1972 és 1981 között a francia Saint-Étienne labdarúgója volt. A Partizannal egy jugoszláv bajnoki címet szerzett. A Saint-Étienne csapatával négy francia bajnoki címet és három kupagyőzelmet ért el. Tagja volt az 1975–76-os idényben BEK-döntős együttesnek.

### A válogatottban
1963 és 1970 között 19 alkalommal szerepelt a jugoszláv válogatottban. Részt vett az 1964-es tokiói olimpián, ahol hatodik helyezést ért el a csapattal.

### Edzőként, sportvezetőként
1982-ben a francia válogatott kapusedzőjeként tevékenykedett. 2001-ben a szerb-montenegrói válogatott ideiglenes szövetségi kapitánya volt.
2005 és 2009 között a Szerb Olimpiai Bizottság elnöke volt.

## Sikerei, díjai
FK Partizan
- Jugoszláv bajnokság
  - bajnok: 1964–65
  - 2. (2): 1967–68, 1969–70

 AS Saint-Étienne
- Francia bajnokság (Ligue 1)
  - bajnok (4): 1973–74, 1974–75, 1975–76, 1980–81
- Francia kupa (Coupe de France)
  - győztes (3): 1974, 1975, 1977
- Bajnokcsapatok Európa-kupája (BEK)
  - döntős: 1975–76

## Statisztika

### Mérkőzései a jugoszláv válogatottban
| Jugoszlávia | Jugoszlávia          | Jugoszlávia                               | Jugoszlávia                 | Jugoszlávia | Jugoszlávia   | Jugoszlávia          | Jugoszlávia | Jugoszlávia |
| #           | Dátum                | Helyszín                                  | Hazai                       | Eredmény    | Vendég        | Kiírás               | Gólok       | Esemény     |
| ----------- | -------------------- | ----------------------------------------- | --------------------------- | ----------- | ------------- | -------------------- | ----------- | ----------- |
| 1.          | 1963. október 27.    | Bukarest, Augusztus 23. Stadion           | Románia                     | 2 – 1       | Jugoszlávia   | barátságos           | -           |             |
| 2.          | 1964. március 18.    | Szófia, Vaszil Levszki Nemzeti Stadion    | Bulgária                    | 0 – 1       | Jugoszlávia   | barátságos           | -           |             |
| 3.          | 1964. április 1.     | Niš, Gradszki Stadion Čair                | Jugoszlávia                 | 1 – 0       | Bulgária      | barátságos           | -           | 46'         |
| 4.          | 1964. június 17.     | Belgrád, JNA Stadion                      | Jugoszlávia                 | 1 – 2       | Románia       | barátságos           | -           |             |
| 5.          | 1964. október 13.    | Jokohama, Micuzava stadion (JPN)          | Marokkó                     | 1 – 3       | Jugoszlávia   | olimpiai B csoport   | -           |             |
| 6.          | 1964. október 15.    | Tokió, Komazawa stadion (JPN)             | Magyarország                | 6 – 5       | Jugoszlávia   | olimpiai B csoport   | -           |             |
| 7.          | 1964. október 18.    | Tokió, Csicsibu Herceg Stadion (JPN)      | Egyesült Német Csapat (EUA) | 1 – 0       | Jugoszlávia   | olimpiai negyeddöntő | -           |             |
| 8.          | 1964. október 20.    | Oszaka, Nagai stadion                     | Japán                       | 1 – 6       | Jugoszlávia   | olimpiai helyosztó   | -           |             |
| 9.          | 1964. október 22.    | Oszaka, Nagai stadion (JPN)               | Románia                     | 3 – 0       | Jugoszlávia   | olimpiai 5. helyért  | -           |             |
| 10.         | 1968. szeptember 25. | Belgrád, JNA Stadion                      | Jugoszlávia                 | 9 – 1       | Finnország    | vb-selejtező         | -           |             |
| 11.         | 1968. október 16.    | Anderlecht, Stade Émile Versé             | Belgium                     | 3 – 0       | Jugoszlávia   | vb-selejtező         | -           |             |
| 12.         | 1968. október 27.    | Belgrád, Crvena zvezda Stadion            | Jugoszlávia                 | 0 – 0       | Spanyolország | vb-selejtező         | -           |             |
| 13.         | 1968. december 17.   | Rio de Janeiro, Maracanã Stadion          | Brazília                    | 3 – 3       | Jugoszlávia   | barátságos           | -           |             |
| 14.         | 1968. december 19.   | Belo Horizonte, Estádio Mineirão          | Brazília                    | 3 – 2       | Jugoszlávia   | barátságos           | -           |             |
| 15.         | 1968. december 22.   | Mar del Plata, Estadio General San Martín | Argentína                   | 1 – 1       | Jugoszlávia   | barátságos           | -           |             |
| 16.         | 1969. április 30.    | Barcelona, Camp Nou                       | Spanyolország               | 2 – 1       | Jugoszlávia   | vb-selejtező         | -           |             |
| 17.         | 1969. szeptember 3.  | Belgrád, JNA Stadion                      | Jugoszlávia                 | 1 – 1       | Románia       | barátságos           | -           |             |
| 18.         | 1969. szeptember 24. | Belgrád, JNA Stadion                      | Jugoszlávia                 | 1 – 3       | Szovjetunió   | barátságos           | -           | 46'         |
| 19.         | 1970. október 11.    | Rotterdam, Feijenoord Stadion             | Hollandia                   | 1 – 1       | Jugoszlávia   | Eb-selejtező         | -           |             |
|             | Összesen             |                                           |                             | 19          | mérkőzés      |                      | 0           | gól         |